# (100367) 1995 UY40
(100367) 1995 UY40 es un asteroide perteneciente al cinturón de asteroides, descubierto el 23 de octubre de 1995 por el equipo del Spacewatch desde el Observatorio Nacional de Kitt Peak, Arizona, Estados Unidos.

## Designación y nombre
Designado provisionalmente como 1995 UY40.

## Características orbitales
1995 UY40 está situado a una distancia media del Sol de 2,408 ua, pudiendo alejarse hasta 2,901 ua y acercarse hasta 1,915 ua. Su excentricidad es 0,204 y la inclinación orbital 4,819 grados. Emplea 1365 días en completar una órbita alrededor del Sol.

## Características físicas
La magnitud absoluta de 1995 UY40 es 16,6.